# Boarmia attenta
Boarmia attenta är en fjärilsart som beskrevs av Walker 1860. Boarmia attenta ingår i släktet Boarmia och familjen mätare. Inga underarter finns listade i Catalogue of Life.